# Most Mulwijski
Most Mulwijski (wł. Ponte Molle lub Ponte Milvio, łac. Pons Milvius lub Pons Mulvius) – jeden z najstarszych mostów na Tybrze, znajdujący się na przedmieściach Rzymu, w ciągu prowadzącej do miasta drogi via Flaminia. 

## Historia
Most powstał pod koniec III wieku p.n.e., przypuszczalnie wraz z drogą via Flaminia. W 109 roku p.n.e. został przebudowany przez cenzora Marka Emiliusza Skaurusa.
W 1805 roku most został przebudowany na zlecenie papieża Piusa VII przez Giuseppe Valadiera, a przy jego północnym krańcu dobudowano wieżę. Z oryginalnej konstrukcji starożytnej zachowały się do czasów współczesnych cztery środkowe przęsła.
W 312 roku Maksencjusz poniósł tu klęskę walcząc z wojskami Konstantyna Wielkiego, a w 489 roku Teodoryk zwyciężył Odoakra.